# هلند جین (آلاباما)
هلند جین (به انگلیسی: Holland Gin) یک منطقهٔ مسکونی در ایالات متحده آمریکا است که در شهرستان لایمستون، آلاباما واقع شده‌است. هلند جین ۲۷۴٫۰۲ متر بالاتر از سطح دریا قرار دارد.